# 黒田山昭二
黒田山 昭二（くろだやま しょうじ、1927年1月7日 - 没年不明 ）は、福岡県糟屋郡出身で立浪部屋に所属した元大相撲力士。本名は專頭 昭二。173cm、84kg。最高位は東十両14枚目。得意技は左四つ、寄り。

## 経歴
1943年1月場所初土俵、1956年5月場所十両昇進。在位3場所で幕下陥落、1957年9月場所限りで廃業した。

## 主な成績
- 通算成績：194勝227敗1休 勝率.461
- 十両成績：17勝28敗 勝率.378
- 現役在位：44場所
- 十両在位：3場所

### 場所別成績
| 1943年 （昭和18年） | （前相撲）         | x                | （前相撲）         | x                       |
| 1944年 （昭和19年） | 東序ノ口22枚目 4–4 | x                | 西序二段55枚目 2–3 | 東序二段49枚目 3–2      |
| 1945年 （昭和20年） | x                  | x                | 東三段目36枚目 3–2 | 西三段目16枚目 3–2      |
| 1946年 （昭和21年） | x                  | x                | x                  | 東幕下28枚目 0–7        |
| 1947年 （昭和22年） | x                  | x                | 西三段目17枚目 2–3 | 東三段目22枚目 3–3      |
| 1948年 （昭和23年） | x                  | x                | 西三段目13枚目 4–2 | 西三段目5枚目 1–5       |
| 1949年 （昭和24年） | 西三段目23枚目 8–4 | x                | 西三段目4枚目 8–7  | 東幕下26枚目 6–8        |
| 1950年 （昭和25年） | 東三段目4枚目 8–7  | x                | 東三段目筆頭 7–8   | 東三段目2枚目 9–6       |
| 1951年 （昭和26年） | 西幕下23枚目 6–9   | x                | 東幕下29枚目 5–10  | 東三段目3枚目 9–6       |
| 1952年 （昭和27年） | 東幕下22枚目 7–8   | x                | 西幕下23枚目 7–8   | 西幕下25枚目 9–6        |
| 1953年 （昭和28年） | 東幕下20枚目 4–11  | 東幕下26枚目 3–5 | 東幕下29枚目 3–5   | 東幕下34枚目 2–6        |
| 1954年 （昭和29年） | 西幕下41枚目 6–2   | 東幕下24枚目 3–5 | 西幕下27枚目 3–5   | 西幕下33枚目 7–1        |
| 1955年 （昭和30年） | 西幕下16枚目 4–4   | 東幕下16枚目 4–4 | 西幕下13枚目 4–4   | 東幕下13枚目 5–3        |
| 1956年 （昭和31年） | 西幕下5枚目 4–4    | 西幕下4枚目 5–3  | 西十両22枚目 8–7   | 東十両21枚目 8–7        |
| 1957年 （昭和32年） | 東十両14枚目 1–14  | 東幕下4枚目 2–6  | 西幕下11枚目 2–6   | 西幕下20枚目 引退 2–5–1 |
| 各欄の数字は、「勝ち-負け-休場」を示す。 優勝 引退 休場 十両 幕下 三賞：敢=敢闘賞、殊=殊勲賞、技=技能賞 その他：★=金星 番付階級：幕内 - 十両 - 幕下 - 三段目 - 序二段 - 序ノ口 幕内序列：横綱 - 大関 - 関脇 - 小結 - 前頭（「#数字」は各位内の序列） |                    |                  |                    |                         |

## 改名歴
- 黒田山 昭二（くろだやま しょうじ）1943年1月場所 - 1957年9月場所